# Корнелін (Куявсько-Поморське воєводство)
Корнелін (пол. Kornelin) — село в Польщі, у гміні Шубін Накельського повіту Куявсько-Поморського воєводства.
Населення — 155 осіб (2011).
У 1975-1998 роках село належало до Бидгощського воєводства.

## Демографія
Демографічна структура станом на 31 березня 2011 року:
|          | Загалом | Допрацездатний вік | Працездатний вік | Постпрацездатний вік |
| -------- | ------- | ------------------ | ---------------- | -------------------- |
| Чоловіки | 78      | 14                 | 59               | 5                    |
| Жінки    | 77      | 17                 | 49               | 11                   |
| Разом    | 155     | 31                 | 108              | 16                   |